# Landkreis Marktheidenfeld
Der Landkreis Marktheidenfeld war ein Landkreis im bayerischen Regierungsbezirk Unterfranken. Vor dem Beginn der bayerischen Gebietsreform am Anfang der 1970er-Jahre umfasste der Landkreis 47 Gemeinden.

## Geographie

### Wichtige Orte
Die größten Orte waren Marktheidenfeld, Kreuzwertheim, Neubrunn und Stadtprozelten.

### Nachbarkreise
Der Landkreis grenzte 1972 im Uhrzeigersinn im Norden beginnend an die Landkreise Lohr am Main, Karlstadt und Würzburg (alle in Bayern), an den Landkreis Tauberbischofsheim (in Baden-Württemberg) sowie an die Landkreise Miltenberg, Obernburg am Main und Aschaffenburg (alle drei wiederum in Bayern).

## Geschichte

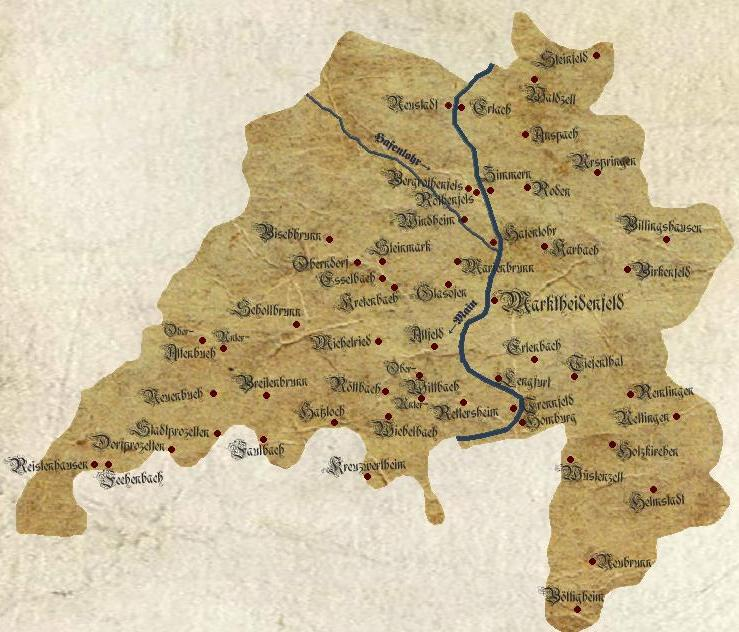
Verwaltungsgebiet des Bezirksamtes Marktheidenfeld um 1875

### Bezirksamt
Das Bezirksamt Marktheidenfeld wurde im Jahr 1862 durch den Zusammenschluss der Landgerichte älterer Ordnung Marktheidenfeld und Stadtprozelten gebildet.
1872 trat das Bezirksamt Lohr am Main den Distrikt Rothenfels an das Bezirksamt Marktheidenfeld ab.
Am 21. Oktober 1873 wurde die Gemeinde Pflochsbach an das Bezirksamt Lohr am Main abgetreten.
Anlässlich der Reform des Zuschnitts der bayerischen Bezirksämter erhielt das Bezirksamt Marktheidenfeld am 1. Januar 1880 die Gemeinde Wildensee des Bezirksamtes Obernburg bei wieder Abtretung der Gemeinden des alten Landgerichts Rothenfels an das Bezirksamt Lohr am Main. Am 1. Juli 1883 kehrte Wildensee ins Bezirksamt Obernburg am Main zurück.
Am 1. April 1931 gab das Bezirksamt Marktheidenfeld die Gemeinden Fechenbach und Reistenhausen an das Bezirksamt Miltenberg ab.

### Landkreis
Am 1. Januar 1939 wurde wie sonst überall im Deutschen Reich die Bezeichnung Landkreis eingeführt. So wurde aus dem Bezirksamt der Landkreis Marktheidenfeld.
Am 1. Juli 1972 wurde der Landkreis im Zuge der Gebietsreform in Bayern aufgelöst:
- Die Gemeinden Altenbuch, Breitenbrunn, Dorfprozelten, Faulbach, Neuenbuch und Stadtprozelten kamen zum Landkreis Miltenberg.
- Die Gemeinden Böttigheim, Helmstadt, Holzkirchen, Holzkirchhausen, Neubrunn, Remlingen, Uettingen und Wüstenzell kamen zum Landkreis Würzburg.
- Alle übrigen Gemeinden kamen zum damals so genannten neuen Landkreis Mittelmain, der am 1. Mai 1973 die heutige Bezeichnung Landkreis Main-Spessart erhielt.[5][6][7]

### Bezirksamtmänner (bis 1938) und Landräte (ab 1939)
- 1918–1920 Ludwig Nägelsbach
- 1921–1922 Alexander Freiherr von Kleinschrod
- 1925–0000 Richard Schöpper
- 1926–1927 Walther Schuster
- 1927–1932 Eduard Bauch
- 1933–1936 Hermann Reich
- 1937–1945 Ernst Döring
- 1942–1945 Oskar Nattermann (NSDAP)
- Letzter Landrat des Landkreises Marktheidenfeld war ab dem 19. September 1965 Albin M. Niklaus (* 15. Dezember 1924, † 10. Oktober 2000).[8]

## Einwohnerentwicklung
| Jahr | Einwohner | Quelle |
| ---- | --------- | ------ |
| 1864 | 23.281    | [ 9 ]  |
| 1885 | 30.496    | [ 10 ] |
| 1900 | 30.291    | [ 11 ] |
| 1910 | 31.455    | [ 11 ] |
| 1925 | 30.787    | [ 12 ] |
| 1939 | 30.238    | [ 13 ] |
| 1950 | 40.700    | [ 14 ] |
| 1960 | 39.700    | [ 15 ] |
| 1971 | 44.500    | [ 16 ] |

## Gemeinden
Der Landkreis Marktheidenfeld umfasste 47 Gemeinden, davon zwei Städte und sechs Märkte.
Städte
1. Marktheidenfeld
2. Stadtprozelten

 Märkte
1. Helmstadt
2. Homburg am Main
3. Karbach
4. Kreuzwertheim
5. Neubrunn
6. Remlingen

Weitere Gemeinden
1. Altenbuch
2. Altfeld
3. Ansbach
4. Billingshausen
5. Birkenfeld
6. Bischbrunn
7. Böttigheim
8. Breitenbrunn
9. Dorfprozelten
10. Erlenbach bei Marktheidenfeld
11. Esselbach
12. Faulbach
13. Glasofen
14. Hafenlohr
15. Hasloch
16. Hasselberg
17. Holzkirchen
18. Holzkirchhausen
19. Kredenbach
20. Lengfurt
21. Marienbrunn
22. Michelrieth
23. Neuenbuch
24. Oberndorf
25. Oberwittbach
26. Rettersheim
27. Roden
28. Röttbach
29. Schollbrunn
30. Steinmark
31. Tiefenthal
32. Trennfeld
33. Uettingen
34. Unterwittbach
35. Urspringen
36. Wiebelbach
37. Windheim
38. Wüstenzell
39. Zimmern

Landkreis Marktheidenfeld, Gemeindegrenzenkarte von 1961

Die Gemeinden Oberaltenbuch und Unteraltenbuch wurden am 1. April 1938 zur Gemeinde Altenbuch zusammengeschlossen.

## Kfz-Kennzeichen
Am 1. Juli 1956 wurde dem Landkreis bei der Einführung der bis heute gültigen Kfz-Kennzeichen das Unterscheidungszeichen MAR zugewiesen. Es wurde bis zum 3. August 1974 ausgegeben.